# 195 (tal)
195 är det naturliga talet som följer 194 och som följs av 196.

## Inom vetenskapen
- 195 Eurykleia, en asteroid

## Inom matematiken
- 195 är ett udda tal.
- 195 är ett ikosihenagontal.
- 195 är ett centrerat tetraedertal.
- 195 är ett palindromtal i det kvarternära talsystemet.